# Illativ
Der Illativ ist ein grammatikalischer Lokalkasus, der die Bewegung „hinein“ ausdrückt. Er tritt in der litauischen Sprache und in den Sprachen der finno-ugrischen Sprachfamilie auf.

## Im Litauischen
Der Illativ ist einer der sekundären Lokalkasus im Litauischen, z. B. miškan (in den Wald hinein), laukan (ins Feld hinein), heute wird jedoch dieser Umstand zumeist mit Präpositionalphrasen ausgedrückt, z. B. į mišką (in den Wald hinein). Er wird auch im übertragenen Sinne verwendet, z. B. viešumon (an die Öffentlichkeit), galvon (in den Kopf) oder abstrakt, z. B. atsakomybėn (zur Verantwortung), domėn etc.

## Im Finnischen
Auch im Finnischen drückt der Illativ die „Hineinbewegung“ aus. Er wird außerdem in feststehenden Redewendungen gebraucht und tritt in Infinitivformen von Verben auf. Er drückt als Illativform des Infinitivs III (neben den Präsens-Aktiv-Formen) die im Finnischen fehlende Futurform eines Verbs aus: ‚tulen auttamaan‘ – ‚ich werde helfen‘; auch in Verbindung mit Hilfsverben wie ‚ruveta‘ (beginnen), ‚ryhtyä‘ (herangehen an), ‚mennä‘ (gehen).

## In den Samischen Sprachen
Auch in den Samischen Sprachen Lapplands gibt es den Illativ, z. B. im Inarisamischen als einer von neun und im Nordsamischen als einer von sieben Kasus.

## Im Estnischen
Ein Beispiel aus der estnischen Sprache wäre „majasse“ und „majja“ (in das Haus hinein), abgeleitet vom Grundwort „maja“ (ein Haus).

## Im Japanischen
Zu den möglichen Funktionen der Partikel に und へ zählt der Illativ.

## Im Ungarischen
Der Illativ hat im Ungarischen die Endung -ba oder -be nach der Vokalharmonie. Z. B. házba „in das Haus hinein“.